# 市川市立第二中学校
市川市立第二中学校 (いちかわしりつ だいにちゅうがっこう) は 千葉県市川市須和田二丁目にある市立中学校。

## 概要
第二中学校は市川市の北部にあり、東に東京外環自動車道と西に江戸川の間、須和田台地に位置している。西隣には、弥生時代中期の遺跡として有名な須和田遺跡 がある。また、校区内の地名にも、国府台（こうのだい）や国分（こくぶん）といった歴史ある地名や、須和田（すわだ）がけ下の意味、平田（ひらた）平らで広い地形、真間（まま）ママはがけの意味、菅野（すがの）湿原で菅が密生していたことなど北部台地の地形が地名で残っている。近くの弘法寺（ぐほうじ）や千葉商科大学も周辺の住宅地と15ｍ前後の標高差がある国府台に位置している 。校庭付近の標高は約15ｍ。
1947年に真間小学校を借用して開校した。グローバル人材の育成を目指している。
2004年（平成16年）1月、市川市学校版環境ISOの認定、2004年（平成16年）および2005年（平成17年）文部科学省「学力向上支援事業調査協力校」の指定、2005年（平成17年）千葉県「福祉教育推進校」の指定、2011年（平成23年）千葉県教育委員会「学力向上推進校」の指定を受ける。2013年（平成25年）11月、学校教育の進展に寄与したとして千葉県教育委員会から「平成25年度教育功労者（学校教育の部、団体の部）」表彰される。

## 沿革
- 1947年（昭和22年） - 開校[1]
- 1961年（昭和36年） - 鉄筋コンクリート造校舎新築[12]
- 1972年（昭和47年） - 体育館新築工事[13]
- 2004年（平成16年）1月28日 - 市川市学校版環境ISOの認定[7][8]
- 2004年（平成16年） - 文部科学省「学力向上支援事業調査協力校」の指定[9]
- 2005年（平成17年） - 文部科学省「学力向上支援事業調査協力校」の指定[9]
- 2005年（平成17年） - 千葉県「福祉教育推進校」の指定(2007年度まで）[9]
- 2006年（平成18年） - 第31回千葉県自然保護図画展で千葉県教育研究会造形教育部会長賞と佳作（環境生活部長賞）を各1年生が受賞[14]
- 2006年（平成18年） - 平成18年度全国中学生人権作文コンテスト千葉県大会で3年生が優秀特別賞を受賞[15]
- 2007年（平成19年） - 第27回全国中学生人権作文コンテストで法務省人権擁護局長賞 を2年生が受賞[16]
- 2008年（平成20年） - 第28回全国中学生人権作文コンテストで日本放送協会会長賞を3年生が受賞[17]
- 2010年（平成22年） - 校舎耐震補強工事[18]
- 2011年（平成23年） - 学力向上推進校の指定[9]
- 2013年（平成25年）11月1日 - 千葉県教育委員会から「平成25年度教育功労者（学校教育の部、団体の部）」表彰を受ける[10][11]
- 2018年（平成30年）8月 - 市川図書館 YAイメージキャラクター大賞を生徒が受賞[19]
- 2019年（平成31年） -  コミュニティ・スクール（学校運営協議会制度）の導入[20]
- 2019年（令和元年）12月21日 - 第15回U-18将棋スタジアム大会 中・高生の部チャレンジャークラスで1年生が優勝[21]

## 学校教育目標
・夢に向かっていく生徒
・命を大切にする生徒
・絆を互いに深める生徒

## 目指す学校像
・夢、命、絆

## 生徒会活動・部活動など

### 生徒会組織
生徒会本部役員
会長、副会長、会計、会計監査、書記
中央委員会
生徒会本部役員、各自治委員長、学級委員、各部長
自治委員会
学級委員会、体育委員会、環境委員会、健康委員会、放送委員会、図書委員会
各種実行委員会
体育祭実行委員会、合唱コンクール実行委員会、予選会実行委員会、選挙管理委員会
学級会
各学級

ルールメイキング委員会

### 運動部
2022年11月現在
- 野球
- サッカー
- 陸上
- ソフトテニス
- 卓球
- バスケットボール
- バレー（女子のみ）
- 剣道

### 文化部
2022年11月現在
- 吹奏楽
- 合唱
- 英語
- 美術

## 通学区域
- 市川市（2021年8月現在）[23]
  - 国府台1丁目1から6番
  - 市川3丁目28から40番
  - 真間1から5丁目
  - 平田1から2丁目
  - 菅野1丁目19から20番、菅野2から3丁目、 菅野4丁目6から18番、菅野5から6丁目
  - 国分1から3丁目、国分4丁目7から22番
  - 須和田1から2丁目
  - 東国分1丁目

## 進学前小学校
- 市川小学校
- 真間小学校
- 菅野小学校
- 平田小学校
- 八幡小学校
- 国分小学校
- 稲越小学校

## 周辺
- 弘法寺
- 手児奈霊神堂
- 真間山幼稚園
- 芳澤ガーデンギャラリー
- 須和田遺跡
- 文学の道
- 京成本線
- 市川真間駅
- 国府台駅
- 市川駅
- 千葉商科大学
- 市川市立真間小学校
- 市川真間郵便局
- 江戸川
- 真間川

## 主な卒業生
- 水卜麻美 (日本テレビアナウンサー)